# Zaubertal (Leonding)
Das Zaubertal ist einerseits der nördlichste Stadtteil Leondings mit 802 Einwohnern (Stand 1. Jänner 2024). Ein weiterer Teil des Zaubertals befindet sich im Stadtgebiet von Linz am Froschberg (Katastralgemeinde Waldegg, KG 45210) und in Margarethen (Katastralgemeinde Linz, KG 45203).

## Geografie

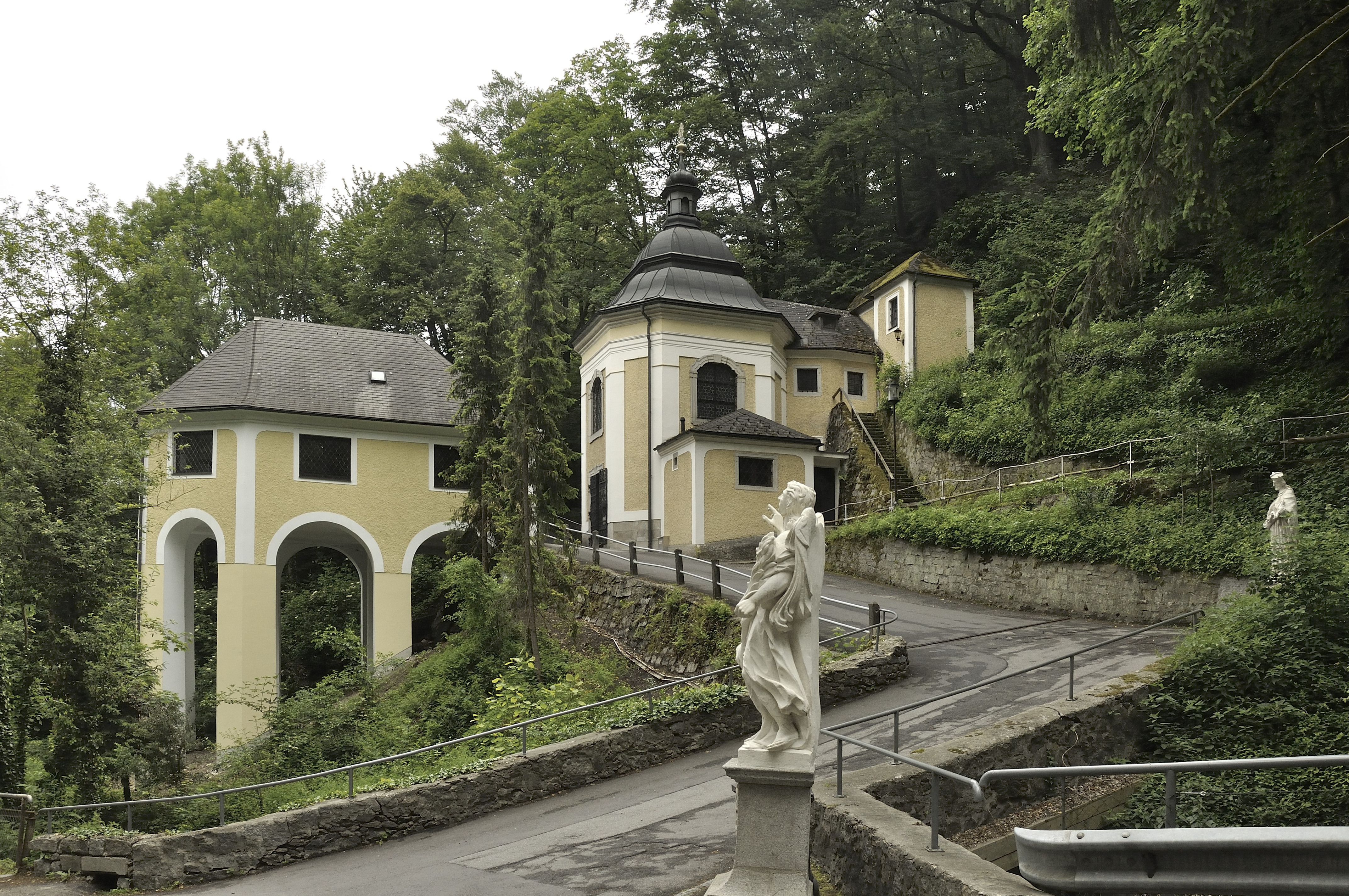
Maria-Thal-Kapelle mit Mesnerhaus und Bethaus

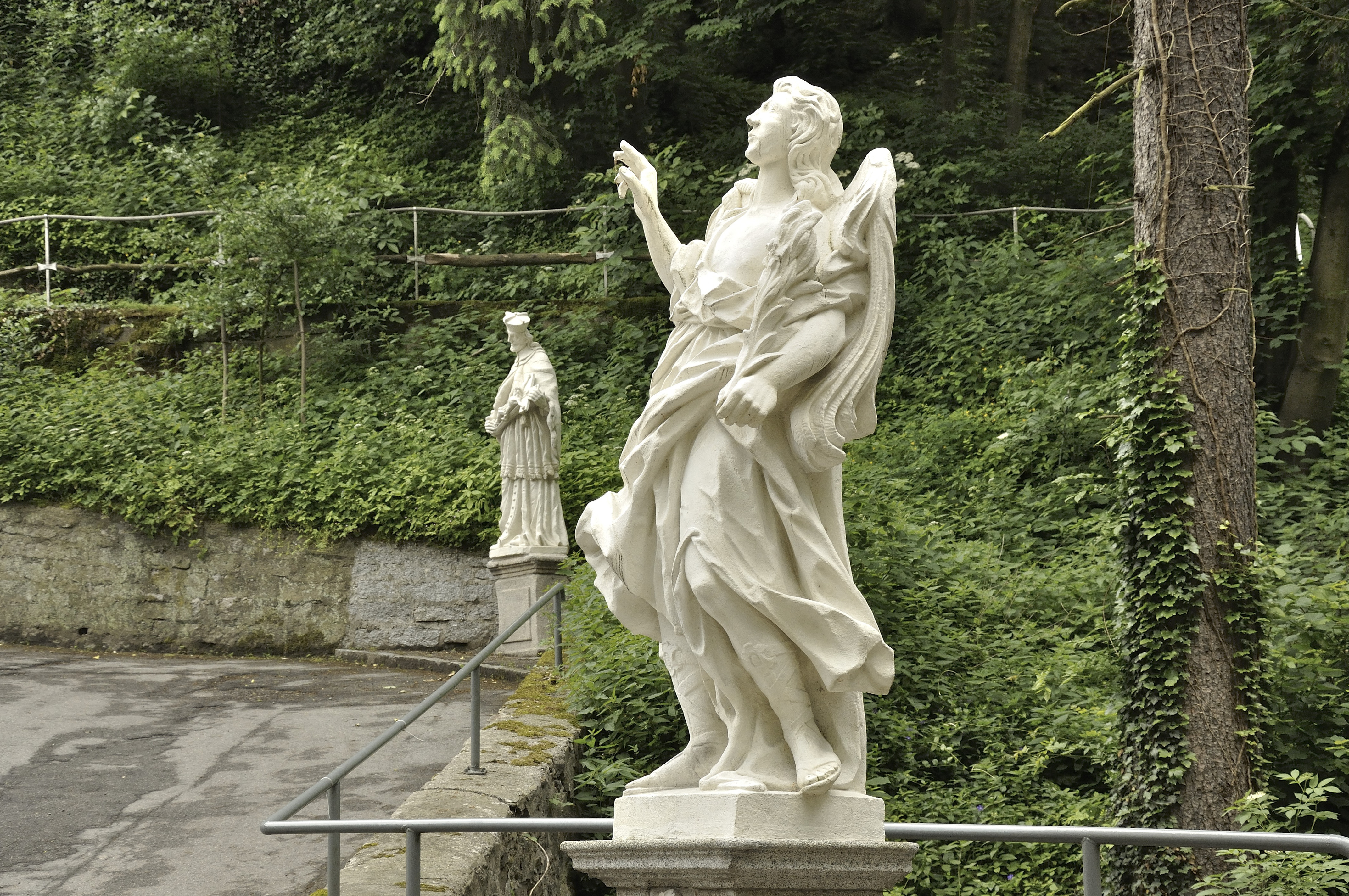
Erzengel Gabriel und hl. Johannes Nepomuk

Das Zaubertal ist neben seinem westlichen Nachbarstadtteil Friesenegg der einzige Leondinger Stadtteil, der an die Donau grenzt. Im Osten des Zaubertals befindet sich die Landeshauptstadt Linz, im Süden Holzheim.
Geologisch handelt es sich um einen über die Donau reichenden Ausläufer der Böhmischen Masse.
Durch das Zaubertal fließt der Zaubertalbach (vormals Zellbach bzw. Wachbergbachl) Richtung Donau.
Das Zaubertal wird von der 1954 so benannten Zaubertalstraße von Linz aus erschlossen. Die Zaubertalstraße führt ausgehend von Margarethen im Stadtgebiet von Linz über die Frieseneggerstraße bis zur Holzheimerstraße in Leonding.
Die Linz Linien haben in der Holzheimer Straße in Leonding die Haltestelle Zaubertal eingerichtet. Die Linie 192 verbindet das Stadtzentrum von Leonding (Haltestelle Stadtplatz-Leonding) mit dem Stadtzentrum Linz (Haltestelle Hauptplatz). Ebenso halten dort die Linien 17 und 19.
Die Donausteig-Etappe von Wilhering nach Linz führt durch den Stadtteil, ebenso weitere ausgeschilderte lokale Wanderwege zwischen Linz, Leonding und Freinberg.

## Geschichte

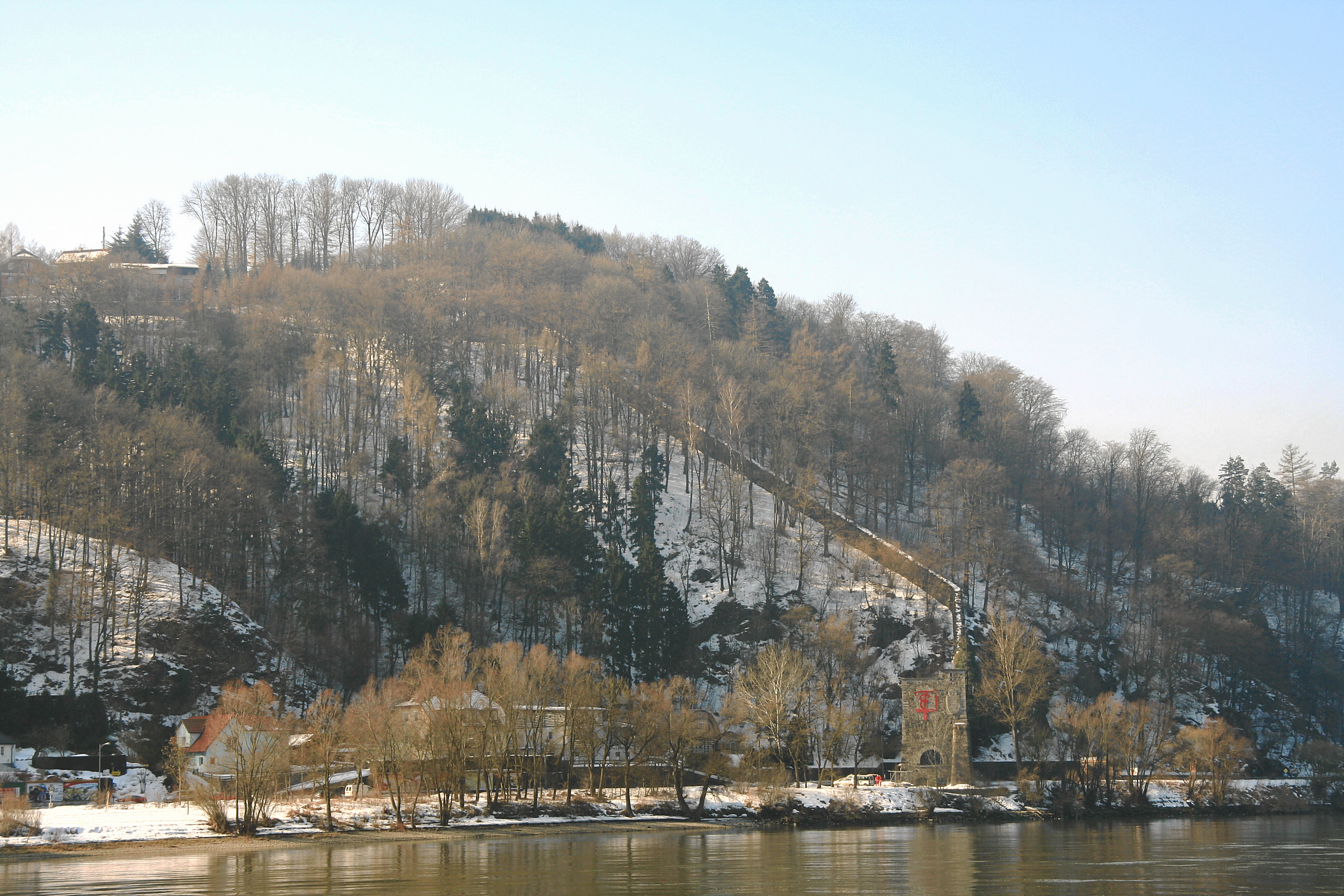
Im Zaubertal befindet sich ein Teil der Turmbefestigung Linz aus dem 19. Jahrhundert

Auf einer Anhöhe im Zaubertal befand sich der Turm 14 „Hildegard“ der Turmbefestigung Linz. Der Turm ist heute nicht mehr erhalten, ist jedoch anhand der Umrisse eines Waldstücks noch erkennbar.

## Kultur

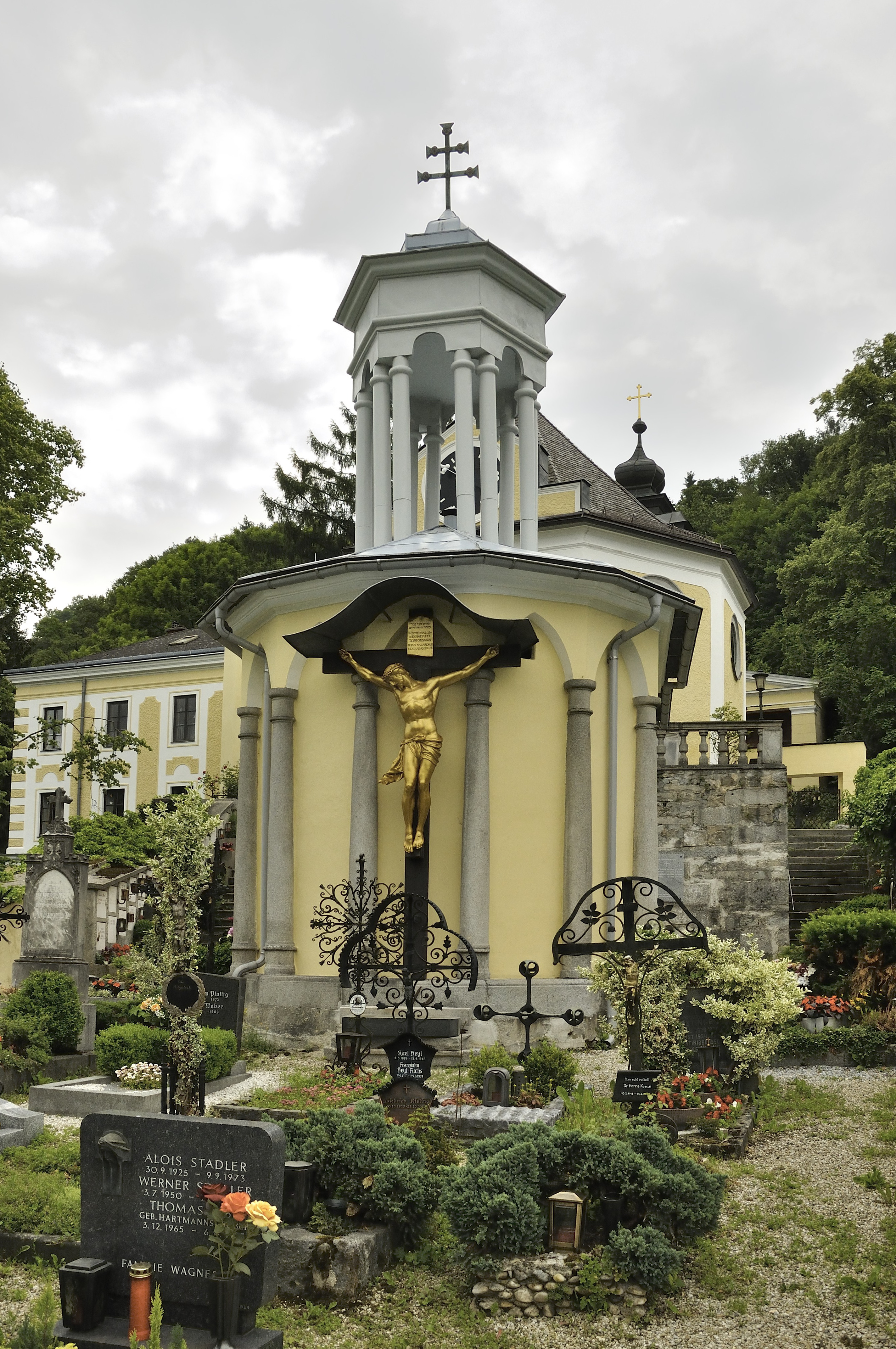
Friedhof mit Heiliggrabkapelle

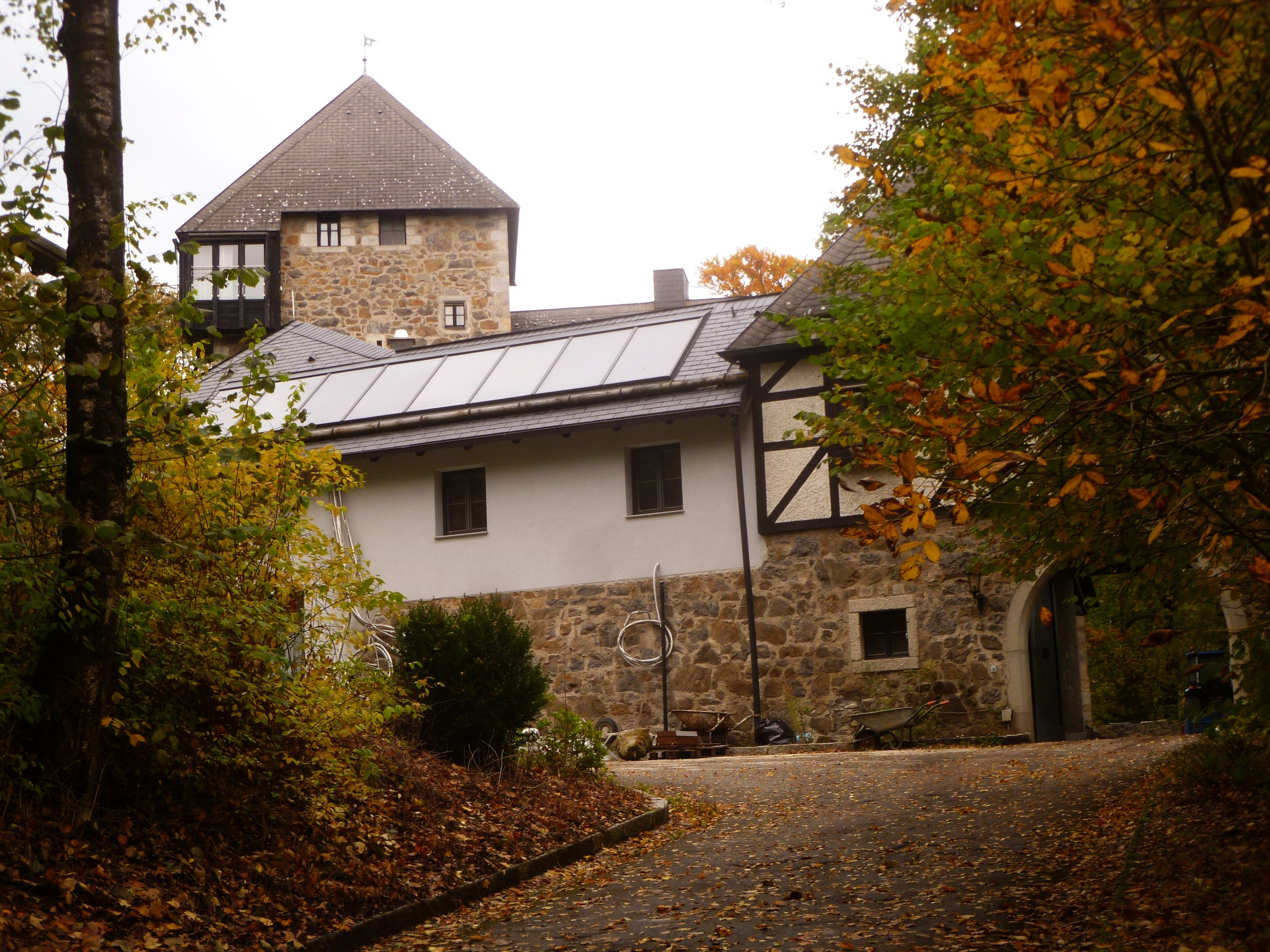
Rosenburg

Folgende Objekte im Zaubertal stehen unter Denkmalschutz:
- Teile der Turmbefestigung Linz (Teil der Anschlussmauer Linz)
- Maria-Thal-Kapelle mit Mesnernhaus und Bethaus
- Erzengel Gabriel und hl. Johannes Nepomuk in der Zaubertalstraße
- Friedhof mit Heiliggrabkapelle in der Zaubertalstraße
- Kreuzweg und Kalvarienberg, Zaubertalstraße
- Rosenburg, schlossartiger Villenbau aus dem Jahr 1908, Zaubertalstraße[2]
- Kalvarienbergkirche St. Margarethen, Zaubertalstraße
- Pfarrhof, Zaubertalstraße

## Religion
Die seit 1980 selbständige Pfarre Linz St. Margarethen im Zaubertal gibt als Pfarrblatt den Zaubertalkurier heraus. Bereits im 8. und 9. Jahrhundert soll es eine Einsiedlerklause am Zaubertalbach gegeben haben. Der Bach hieß daher vormals Zellbach. Eine erste Kirche zu St. Margret mit Mesnerhaus und Friedhof stand an der Donau auf dem Grundstück der Villa Margarethen, Zaubertalstraße 5, und wurde 1381 erstmals urkundlich erwähnt. Sie wurde 1786 durch ein Hochwasser zerstört und nicht wieder aufgebaut. Die heutige Pfarrkirche 1651 bis 1654 als Linzer Kalvarienbergkirche erbaut und steht auf einem Felsvorsprung hoch über der Donau. Das Pfarrgebiet erstreckt sich zur Hälfte auf das Stadtgebiet von Linz und zur anderen Hälfte auf jenes von Leonding.